# ماتي باب
ماتي باب (بالمجرية: Papp Máté)‏ هو لاعب كرة قدم مجري في مركز الوسط، ولد في 12 مارس 1993 في بودابست في المجر. شارك مع منتخب المجر تحت 17 سنة لكرة القدم ومنتخب المجر تحت 19 سنة لكرة القدم. أما مع النوادي، فقد لعب مع بوشكاش أكاديميا ونادي مول فيهيرفار.